# Remembering Eric Dolphy
Remembering Eric Dolphy ist ein Album des Jazzgitarristen Vic Juris. Die Aufnahmen entstanden im April 1998 und erschienen 1999 bei SteepleChase Records.

## Hintergrund
Beginnend mit Roadsong (1978, u. a. mit Barry Miles, Rick Laird, Terry Silverlight) spielte Vic Juris bis 2018 eine Reihe von Alben unter eigenem Namen ein. 1997/98 arbeitete Juris als Sideman mit David Liebman (Liebman Plays Puccini - A Walk in the Clouds) und in Köln mit Charlie Mariano (Savannah Samurai). Wie Dave Douglas mit seinen Booker Little, Wayne Shorter und Mary Lou Williams gewidmeten Produktionen spielt Juris nicht nur Eric Dolphys Musik, sondern präsentiert auch eine Reihe von Originalstücken, die von ihm inspiriert wurden. Im April 1998 nahm er in New York sein Eric Dolphy gewidmetes Album auf, auf dem er – neben Eigenkompositionen – die Dolphy-Nummern Miss Ann (vom Dolphy-Album Far Cry, 1960), South St. Exit (The Illinois Concert, 1963), Something Sweet, Something Tender (vom Album Out to Lunch), und Out There (Out There, 1960) spielte.

## Titelliste
- Vic Juris – Remembering Eric Dolphy (SteepleChase – SCCD 31453)[2]
  1. Miss Ann (Eric Dolphy) 4:37
  2. Vaults (Vic Juris) 7:47
  3. Latin’s Lamp (Vic Juris) 5:53
  4. Emphasizing Eric (Dick Oatts) 7:20
  5. Tone Rose (Vic Juris) 7:16
  6. South St. Exit (Eric Dolphy) 5:26
  7. Something Sweet, Something Tender (Eric Dolphy) 6:29
  8. He Me (Vic Juris) 7:31
  9. Gentle (Vic Juris) 4:09
  10. Out There (Eric Dolphy) 3:43

## Rezeption
David R. Adler vergab an das Album in Allmusic vier (von fünf) Sterne. Nach Ansicht des Rezensenten sind unter den Originalkompositionen des Gitarristen das swingende, He Me und das lyrische Tone Rose (ein Wortspiel auf Tonreihen) hervorzuheben. Oatts bringt Auf Emphasizing Eric (einem Titel den Dick Oatts beisteuerte), einem langsamen, groovenden Stück mit einer komplizierten Melodie, klinge Juris ein bisschen wie John Scofield. Bassist Jay Anderson und Schlagzeuger Jeff Hirshfield würden dazu beitragen, dass diese schwierige Musik einfach und unterhaltsam klinge.
C. Andrew Hovan (All About Jazz) notierte: „Remembering Eric Dolphy ist für den Gitarristen Vic Juris und sein sympathisches Ensemble ein unbestreitbarer Erfolg.“ Zunächst scheine die Instrumentierung etwas ungewöhnlich zu sein, da Dolphy niemals mit einem Gitarristen aufgenommen hat. Trotzdem lobt der Autor Juris’ Entschlossenheit, dieses Projekt auf solch eigenwillige Weise in Angriff zu nehmen. „Ich bin mir also nicht sicher, wie gut dies als Dolphy-Hommage funktioniert“, resümiert Hovan, „aber ich bin mir sicher, dass dies eine der besten Aufnahmen von Juris ist.“

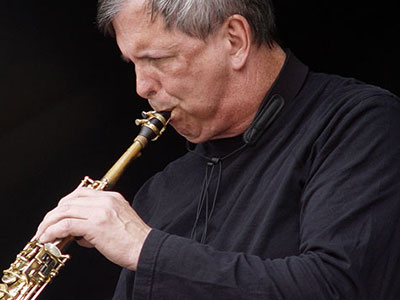
Dick Oatts, 2015

Nach Ansicht von Duck Baker (JazzTimes) war Juris „ein vielseitiger und beeindruckend versierter Gitarrist. Sein Spiel strahlt Wärme, Intelligenz und Respekt für die Tradition aus.“ Auf dem Album suche er erkennbar nach Wegen, seine Arbeit in Bezug auf Klang, Herangehensweise oder Material zu differenzieren. Dazu äußert Baker den Vorbehalt, dass er sich mit dessen Verwendung eines hochverarbeiteten Klangs schwertue, der bei den meisten Titeln auf Remembering Eric Dolphy zu finden sei. Hingegen lobt der Autor an der Dolphy-Hommage die „Tatsache, dass ein moderner Mainstream-Stylist diese Geste macht.“ Dick Oatts leiste gute Arbeit auf dem Tenor- und Altsaxophon und der Flöte; die Angst, ihn mit Dolphy zu vergleichen, sei schnell überwunden. Nach Einschätzung des Autors ist sein Stil näher bei Lee Konitz, obwohl sein Sound etwas härter sei. Er scheint seine Herangehensweise an die Dolphy-Melodien anzupassen und Phrasen zu erschaffen, die abstrakter sind, sich aber von denen des Komponisten durchaus unterscheiden.